# Dolná Lehota
Dolná Lehota este o comună slovacă, aflată în districtul Brezno din regiunea Banská Bystrica, pe malul râului Vajskovský potok⁠(d). Localitatea se află la altitudinea de 480 m deasupra n.m., se întinde pe o suprafață de 55,44 km2 și în 2017 număra 732 de locuitori.

## Istoric
Localitatea Dolná Lehota este atestată documentar din 1358.

## Demografie
| An:                | 1994 | 2004   | 2014   | 2024   |
| ------------------ | ---- | ------ | ------ | ------ |
| Număr de persoane: | 720  | 712    | 764    | 688    |
| Diferență:         |      | −1,11% | +7,30% | −9,94% |

| An:                | 2023 | 2024   |
| ------------------ | ---- | ------ |
| Număr de persoane: | 692  | 688    |
| Diferență:         |      | −0,57% |